# Vredepeel
Vredepeel (Limburgs: De Vredepieël) is een klein ontginningsdorp in de Limburgse gemeente Venray. Vredepeel ligt aan de grens met Noord-Brabant, tussen Venray en De Rips. Vredepeel heeft (1 januari 2023) 235 inwoners en een oppervlakte van 1830 hectare.

## Etymologie
De naam van het dorp verwijst naar het gebied Vredepeel, wat slaat op de bemiddeling van koning Frederik Willem I van Pruisen om eens en voor altijd de grens vast te stellen tussen de Republiek der Zeven Verenigde Nederlanden en het toen onder Pruisisch gezag staande Overkwartier van Gelre. Hiertoe werd in 1716 de Vredepaal op het knikpunt van de grenzen geplaatst. 
Hoewel er overeenstemming bestond tussen de Republiek en Pruisen, hadden de Brabanders, die kilometers brede strook gebied aan hun Overgelderse buren kwijtraakten er bepaald weinig vrede mee. Het plaatsen van de nieuwe palen ging daarom gepaard met veel militair vertoon. Het gebied zuidelijk en oostelijk van de Vredepaal stond daardoor merkwaardig genoeg bekend als de Twist. Nog altijd liggen hier naast elkaar de Twistweg en de Vredeweg.

## Ontstaan van het dorpje
Vredepeel is de jongste kern van de gemeente: het ontginningsgebied werd pas in 1949 toegewezen. De naam Vredepeel werd in 1955 bij het begin van de bouw van het dorp bekendgemaakt. Op 16 juni 1955 werd op de plaats waar de kern van het dorp zou komen, door minister Sicco Mansholt “de Steen” onthuld, waarin de naam Vredepeel staat gebeiteld.
Op 1 mei 1957 werd een vliegbasis gevestigd bij het dorp, vliegbasis De Peel. Tegenwoordig is "Luitenant-generaal Bestkazerne" de nieuwe benaming voor de voormalig vliegbasis met een reserve-status.
In 1958 werd de school (Regina Pacis) geopend waar in het begin ook de kerkdiensten plaatsvonden. Pas in 1963 werd de kerk (Koningin van de Vrede) gebouwd.

## Bezienswaardigheden
- Maria Koningin van de Vredekerk, moderne kerk, uit 1963.
- De Historische Verzameling Grondgebonden Luchtverdediging, tot 2007 Luchtdoelartillerie-museum (Lua), verbonden aan Luitenant-generaal Bestkazerne.
- De Vredepaal, uit 2008, replica van de Vredepaal uit 1716.
- Mariakapel

## Natuur en landschap
Vredepeel ligt in de Peel, die hier vrijwel geheel ontgonnen is. Ten zuiden van Vredepeel ligt het Luitenant-generaal Bestkazerne, die weliswaar ook natuurschoon bevat maar niet toegankelijk is. Ten oosten van deze slapende basis liggen de Vliegveldbossen. Ten oosten van Vredepeel liggen de Ballonzuilbossen en in het noordoosten het natuurgebied Zwartwater. Al deze gebieden bestaan voornamelijk uit naaldbossen met heide- en stuifzandrestanten.
Vooral ten noordwesten van Vredepeel ligt een zeer grootschalig landbouwgebied, ontgonnen in de tweede helft van de 20e eeuw. Aan de grens hiervan vindt men het Defensiekanaal en het Afleidingskanaal.

## Nabijgelegen kernen
Merselo, De Rips, Westerbeek, Overloon